# Министерство образования Республики Корея
Министерство образования — министерство в составе правительства Республики Корея. Создано 22 марта, 2013 года.
Штаб-квартира располагается в правительственном комплексе Седжон. Ранее располагалась в правительственном комплексе в Сеуле.